# Fessenden (Dakota Północna)
Fessenden – miasto w Stanach Zjednoczonych, w stanie Dakota Północna, w hrabstwie Wells.